# OS X Yosemite
OS X Yosemite (версия 10.10, (/joʊˈsɛmɪti/) — одиннадцатый основной выпуск macOS, настольной и серверной операционной системы компании Apple Inc. для компьютеров Macintosh.
OS X Yosemite была анонсирована и выпущена для разработчиков 2 июня 2014 года на WWDC 2014 и выпущена для публичных бета-тестеров 24 июля 2014 года. Yosemite была выпущена для потребителей 16 октября 2014 года. Следуя схеме наименования на основе достопримечательностей Северной Калифорнии, представленной в OS X Mavericks, Yosemite названа в честь национального парка.

## Системные требования
Все компьютеры Macintosh, на которых можно запустить OS X Mountain Lion (v10.8.x), могут запустить Yosemite, поскольку эти две операционные системы имеют одинаковые требования. Однако для того, чтобы в полной мере воспользоваться функцией Handoff, дополнительные минимальные системные требования включают Mac с Bluetooth LE (Bluetooth 4.0). Как и в случае с Mavericks и Mountain Lion, требуется 2 ГБ оперативной памяти, 8  ГБ доступного хранилища и Mac OS X Snow Leopard 10.6.8 или более поздней версии.
- OS X v10.6.8 или новее
- 2 ГБ оперативной памяти
- 8 ГБ свободного места на накопителе
- Некоторые функции требуют Apple ID
- Некоторые функции требуют наличия интернет-соединения

### Поддерживаемые компьютеры
- iMac (середина 2007 или новее)
- MacBook (конец 2008 (алюминиевый) или начало 2009 (пластиковый) или новее)
- MacBook Pro (середина 2007 или новее)
- MacBook Air (конец 2008 или новее)
- Mac mini (начало 2009 или новее)
- Mac Pro (начало 2008 или новее)
- Xserve (начало 2009)

## Новые особенности
- В новой операционной системе появилась возможность совершения звонков из встроенного приложения FaceTime, являющаяся дополнением пакета функций Continuity[2] в OS X 10.10, который позволяет принимать и совершать звонки непосредственно с компьютеров под управлением OS X 10.10 и планшетов iPad под управлением iOS 8, используя расположенный поблизости iPhone под управлением iOS 8 как точку доступа к сотовой сети, применяя для обмена данными между устройствами технологии Wi-Fi и Bluetooth 4.0. Apple реализует данную функцию при помощи технологий Wi-Fi и Bluetooth, ограничиваясь локальной сетью пользователя и при совершении телефонного вызова с экрана компьютера Mac или планшета iPad разговор происходит непосредственно с устройства, которое инициализировало вызов, iPhone же в данном случае является точкой доступа к сотовой сети, ведя обмен голосовыми данными через Wi-Fi с устройством, инициализировавшим вызов (то есть прямого доступа к iPhone не требуется, требуется лишь, чтобы устройства были подключены к одной Wi-Fi сети, iPhone же может лежать в другой комнате).
- Дизайн основан на тех же принципах плоского интерфейса, которые были заложены в 7-ю, а далее — в 8-ю версию мобильной операционной системы iOS от Apple.
- Требуется установка последнего обновления предыдущей версии для своей установки.
- Из-за того, что в платформе для разработчиков были внесены значительные изменения, многие программы потребуют обновления.

## Бета-тестирование
Apple инициировала новую программу публичного бета-тестирования для OS X, что не наблюдалось в её операционных системах с 2000 года, когда Mac OS X Public Beta стоила 29,95 долларов США и предшествовала выпуску Mac OS X v10.0. Yosemite является частью программы OS X Beta Seed — публичной программы, позволяющей первому миллиону пользователей бесплатно загрузить и протестировать бета-версию Yosemite. Бета-тестеры обязаны осознавать потенциальные риски, связанные с предварительным выпуском программного обеспечения, и подписывать соглашение о неразглашении (NDA). Программа начала выпускать публичные бета-версии 24 июля 2014 года. Было выпущено шесть публичных бета-версий Yosemite.

## Восприятие
После выпуска Yosemite получил положительные отзывы, пользователи хвалили упрощенный пользовательский интерфейс. Программист Джон Сиракуза, который оценивал каждый выпуск ОС, написал для Ars Technica, что «Yosemite — это эстетичный односторонний клапан... переключение обратно на Mavericks после недели или двух в Yosemite — это как возвращение к iOS 6. Все выглядит неловко громоздким, глянцевым и безвкусным». Обзор Macworld в целом похвалил Yosemite за его дизайн, но отметил, что столкнулся с проблемами сети Wi-Fi, а Continuity оказался ненадежным.
Yosemite также столкнулся с проблемами стабильности сети и программы DNS discoveryd. В связи с этим Apple заменила discoveryd на систему mDNSResponder (используемую в Mavericks) в версии 10.10.4. Еще одной заметной ошибкой, возникшей в Yosemite, была проблема «Unicode of death», последовавшая за аналогичной ошибкой в 2013 году, когда бессмысленная арабская текстовая строка могла привести к сбою приложений, использующих системные API отображения текста. Некоторые пользователи, обновившиеся до Yosemite, жаловались на то, что Finder не отображает содержимое папок.
Spotlight в Yosemite по умолчанию сообщает текущее местоположение пользователя (на уровне города) и все его поисковые запросы в Apple и третьим лицам. Отчеты Spotlight могут быть отключены пользователем, хотя даже если это сделано, веб-браузер Safari продолжит отправлять поисковые запросы в Apple, если эта функция не отключена отдельно.

## История релизов
| Версия  | Сборка  | Дата выхода        | Версия Darwin | Примечания | Скачивание                                                                                       |
| ------- | ------- | ------------------ | ------------- | --- | ------------------------------------------------------------------------------------------------ |
| 10.10   | 14А389  | 16 октября 2014 г. | 14.0          | Оригинальный релиз Mac App Store |                                                                                                  |
| 10.10.1 | 14Б25   | 17 ноября 2014 г.  | 14.0          | Об обновлении OS X Yosemite v10.10.1 | OS X Yosemite 10.10.1 Индивидуальное обновление                                                  |
| 10.10.2 | 14С109  | 27 января 2015 г.  | 14.1          | Об обновлении OS X Yosemite v10.10.2 | OS X Yosemite 10.10.2 Отдельное обновление OS X Yosemite 10.10.2 Комбинированное обновление      |
| 10.10.2 | 14C1510 | 9 марта 2015 г.    | 14.1          | О обновлении безопасности 2015-002 Yosemite | Обновление безопасности 2015-002 Yosemite                                                        |
| 10.10.2 | 14C2043 | 9 марта 2015 г.    | 14.1          | Форк-сборка для MacBook Air начала 2015 г. | Обновление безопасности 2015-002 Yosemite (Mac начала 2015 г.)                                   |
| 10.10.2 | 14C1514 | 19 марта 2015 г.   | 14.1          | О обновлении безопасности 2015-003 Yosemite | Обновление безопасности 2015-003 Yosemite                                                        |
| 10.10.2 | 14C2513 | 19 марта 2015 г.   | 14.1          | О обновлении безопасности 2015-003 Yosemite | Обновление безопасности 2015-003 Yosemite (Mac начала 2015 г.)                                   |
| 10.10.3 | 14Д131  | 8 апреля 2015 г.   | 14.3          | Об обновлении OS X Yosemite v10.10.3 | OS X Yosemite 10.10.3 Отдельное обновление OS X Yosemite 10.10.3 Комбинированное обновление      |
| 10.10.3 | 14Д136  | 16 апреля 2015 г.  | 14.3          | Дополнительное обновление Исправлена проблема с видеодрайвером, которая могла помешать запуску Mac при работе определенных приложений, которые захватывают видео | OS X Yosemite 10.10.3 Дополнительное обновление 1.0                                              |
| 10.10.4 | 14E46   | 30 июня 2015 г.    | 14.4          | Об обновлении OS X Yosemite v10.10.4 | OS X Yosemite 10.10.4 Индивидуальное обновление Комбинированное обновление OS X Yosemite 10.10.4 |
| 10.10.5 | 14Ф27   | 13 августа 2015 г. | 14.5          | Об обновлении OS X Yosemite v10.10.5 | OS X Yosemite 10.10.5 Отдельное обновление OS X Yosemite 10.10.5 Комбинированное обновление      |
| 10.10.5 | 14F1021 | 21 октября 2015 г. | 14.5          | О содержании безопасности обновления безопасности 2015-004 Yosemite                                                                                              | Обновление безопасности 2015-004 Yosemite                                                        |
| 10.10.5 | 14F1505 | 12 ноября 2015 г.  | 14.5          | О содержании безопасности обновления безопасности 2015-005 Yosemite                                                                                              | Включено в обновление безопасности 2015-006 Yosemite                                             |
| 10.10.5 | 14F1509 | 11 декабря 2015 г. | 14.5          | О содержании безопасности обновления безопасности 2015-006 Yosemite                                                                                              | Обновление безопасности 2015-006 Yosemite                                                        |
| 10.10.5 | 14F1605 | 19 января 2016 г.  | 14.5          | О содержании безопасности обновления безопасности 2016-001 Yosemite                                                                                              | Обновление безопасности 2016-001 Yosemite                                                        |
| 10.10.5 | 14F1713 | 21 марта 2016 г.   | 14.5          | О содержании безопасности обновления безопасности 2016-002 Yosemite                                                                                              | Обновление безопасности 2016-002 Yosemite                                                        |
| 10.10.5 | 14Ф1808 | 18 мая 2016 г.     | 14.5          | О содержании безопасности обновления безопасности 2016-003 Yosemite                                                                                              | Обновление безопасности 2016-003 Yosemite                                                        |
| 10.10.5 | 14Ф1909 | 18 июля 2016 г.    | 14.5          | О содержании безопасности обновления безопасности 2016-004 Yosemite                                                                                              | Обновление безопасности 2016-004 Yosemite                                                        |
| 10.10.5 | 14Ф1912 | 1 сентября 2016 г. | 14.5          | О содержании безопасности обновления безопасности 2016-005 Yosemite                                                                                              | Включено в обновление безопасности 2016-006 Yosemite                                             |
| 10.10.5 | 14Ф2009 | 24 октября 2016 г. | 14.5          | О содержании безопасности обновления безопасности 2016-006 Yosemite                                                                                              | Обновление безопасности 2016-006 Yosemite                                                        |
| 10.10.5 | 14F2109 | 13 декабря 2016 г. | 14.5          | О содержании безопасности обновления безопасности 2016-007 Yosemite                                                                                              | Обновление безопасности 2016-007 Yosemite                                                        |
| 10.10.5 | 14F2315 | 27 марта 2017 г.   | 14.5          | О содержании безопасности обновления безопасности 2017-001 Yosemite                                                                                              | Обновление безопасности 2017-001 Yosemite                                                        |
| 10.10.5 | 14F2411 | 15 мая 2017 г.     | 14.5          | О содержании безопасности обновления безопасности 2017-002 Yosemite                                                                                              | Обновление безопасности 2017-002 Yosemite                                                        |
| 10.10.5 | 14F2511 | 19 июля 2017 г.    | 14.5          | О содержании безопасности обновления безопасности 2017-003 Yosemite                                                                                              | Обновление безопасности 2017-003 Yosemite                                                        |